# 아샤 네기
아샤 네기(힌디어: आशा नेगी, 1989년 8월 23일 ~ )는 인도의 배우이다.